# Росс, Ник (футболист, 1991)
Ни́колас Росс (англ. Nicholas Ross; 11 ноября 1991, Инвернесс, Хайленд, Шотландия), более известный как Ник Росс (англ. Nick Ross) — шотландский футболист, атакующий полузащитник клуба «Сакраменто Рипаблик».

## Клубная карьера
Ник родился 11 ноября 1991 года в шотландском городе Инвернесс области Хайленд.
Летом 2009 года Росс заключил с местным футбольным клубом профессиональный контракт. Дебют Ника в первом составе «Тисл» состоялся 25 июля того же года, когда его команда в рамках первого раунда Кубка вызова встречалась с «Монтрозом». 13 марта 2010 года полузащитник открыл счёт своим голам за «Инвернесс», поразив в поединке турнира Первого дивизиона Шотландии ворота клуба «Гринок Мортон». 5 декабря Росс пролонгировал с «Тисл» соглашение о сотрудничестве, продлив контракт до лета 2013 года.
27 ноября 2018 года Росс подписал контракт с новообразованным клубом Чемпионшипа ЮСЛ, второй лиги США, «Эль-Пасо Локомотив». 10 марта 2019 года участвовал в инаугуральном матче клуба, соперником в котором был «ОКС Энерджи». 23 марта в матче против «Рио-Гранде Валли Торос» забил свой первый гол за клуб. 18 декабря 2021 года Росс покинул «Эль-Пасо Локомотив» по обоюдному согласию сторон.
5 января 2022 года Росс подписал контракт с «Сакраменто Рипаблик». Дебютировал за «Рипаблик» 12 марта в матче стартового тура сезона 2022 против своей бывшей команды «Эль-Пасо Локомотив». 26 апреля 2023 года в матче третьего раунда Открытого кубка США 2023 против «Окленд Рутс» забил свой первый гол за «Рипаблик».

### Клубная статистика
| Клуб                      | Сезон                | Чемпионат | Чемпионат | Кубок | Кубок | Кубок Лиги | Кубок Лиги | Кубок вызова | Кубок вызова | Еврокубки | Еврокубки | Итого | Итого |
| Клуб                      | Сезон                | Игры      | Голы      | Игры  | Голы  | Игры       | Голы       | Игры         | Голы         | Игры      | Голы      | Игры  | Голы  |
| ------------------------- | -------------------- | --------- | --------- | ----- | ----- | ---------- | ---------- | ------------ | ------------ | --------- | --------- | ----- | ----- |
| Инвернесс Каледониан Тисл | 2009/10              | 6         | 1         | —     | —     | 2          | 0          | 2            | 0            | —         | —         | 10    | 1     |
| Инвернесс Каледониан Тисл | 2010/11              | 34        | 1         | 2     | 0     | 2          | 0          | —            | —            | —         | —         | 38    | 1     |
| Инвернесс Каледониан Тисл | 2011/12              | 29        | 2         | 2     | 0     | 1          | 0          | —            | —            | —         | —         | 32    | 2     |
| Инвернесс Каледониан Тисл | 2012/13              | 17        | 3         | 1     | 0     | —          | —          | —            | —            | —         | —         | 18    | 3     |
| Всего за «Инвернесс»      | Всего за «Инвернесс» | 86        | 7         | 5     | 0     | 5          | 0          | 2            | 0            | 0         | 0         | 98    | 7     |
| Всего за карьеру          | Всего за карьеру     | 86        | 7         | 5     | 0     | 5          | 0          | 2            | 0            | 0         | 0         | 98    | 7     |

(откорректировано по состоянию на 5 апреля 2013)

## Сборная Шотландии
Осенью 2010 года прогресс Росса в «Инвернессе» отметил главный тренер молодёжной сборной Шотландии Билли Старк, пригласивший Ника в состав команды на товарищеский матч против Северной Ирландии. В этом поединке полузащитник и дебютировал в «молодёжке» «тартановой армии». Выйдя на поле на замену за четыре минуты до конца встречи, Росс на 90-й минуте поразил ворота североирландцев, забив свой первый гол за молодых «тартановых».

## Достижения
«Инвернесс Каледониан Тисл»
- Победитель Первого дивизиона Шотландии: 2009/10
- Финалист Кубка вызова: 2009/10